# Edificio Manuel Murillo Toro
El edificio Manuel Murillo Toro es un inmueble de seis pisos situado en el costado occidental de la carrera Séptima entre las calles Doce y Doce B de la localidad de La Candelaria de la ciudad de Bogotá. Fue diseñado por Hernando González Varona y por Bruno Violi. Fue inaugurado en 1941 y nombrado en honor al expresidente Manuel Murillo Toro. Actualmente es la sede del Ministerio de Tecnologías de la Información y Comunicaciones.

## Historia
Se encuentra en los antiguos predios del antiguo Convento de Santo Domingo, que desde 1862 estaba en manos del Estado colombiano. Su estructura se había visto afecta por el terremoto de 1917, pero en lugar de ser restaurado fue demolido en 1939. En un principio se llamó Palacio de las Comunicaciones.
En 1958, en inmediaciones del edificio se produjo el incendio del Almacén Vida que dejó 88 muertos.

## Estatua
En su zócalo, en su costado occidental, el edificio alberga el monumento a Manuel Murillo Toro, que fue realizado por encargo de la Junta Homenaje a Murillo Toro. Se inauguró el 1° de enero de 1920 en el parque de la Independencia de  Bogotá, pero luego se trasladó al edificio, primero en su vestíbulo, luego en su terraza.